# Rímac (distrikt)

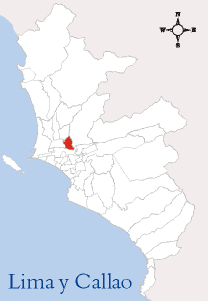
Lima-Callao

Rimac, är ett av Limaprovinsens 43 distrikt, beläget i Lima. Distriktet gränsar i norr till Independencia, i öster till San Juan de Lurigancho, i söder till centrala Lima och i väster till San Martin de Porres.
Distriktet som också är känt som Abajo el puente (”Under bron”), är ett av de mest traditionella distrikten i Lima Metropolitana vars gator har drag från Sevilla. Floden Rímac avgränsar distriktet från centrala Lima, ett distrikt med vilket det bilder det så kallade Limas historiska centrum.

## Historia
Under kolonialepoken utgjorde distriktet stadens viktigaste förort och var känt under namnen "Barrio de San Lázaro" och "Bajo el Puente". Antón Suárez grundade på höger sida av floden 1562 spetälskesjukhuset Hospital de Leprosos de San Lázaro, invid vilket kyrkan Sana Lázaro reser sig.
På de omkringligganden fälten i området äger varje år den 24 juni (San Juan) den traditionella liljefesten rum, la Fiesta de amancaes.
Rimacdistriktet skapades den 2 februari 1920 av dåvarande Perus president Augusto B. Leguía.

## Distriktets indelning
Rímac är sedan 1993 indelat i följande stadsdelar:

- Caqueta
- Centro Rimac
- Alameda de los Descalzos
- Cerro Palomares
- Ciudad y Campo
- El Bosque
- El Manzano
- Huerta Guinea
- La Florida
- La Huerta
- Las Totoritas
- Leoncio Prado
- Perricholi
- Rimac
- Santa Candelaria
- Santa Rosa
- Ventura Rossi
- Villacampa

## Sevärdheter

### Kyrkobyggnader
- Parroquia San Lázaro.
- Parroquia Divino Maestro
- Basílica de Nuestra Señora de los Ángeles och Convento de los Descalzos
- Santa Liberata, kyrka som rymmer distriktets skyddshelgon ”den Korsfäste Jesus av Rimac”.
- Nuestra Señora del Patrocinio
- Nuestra Señora de La Cabeza
- Capilla Nuestra Señora de la Consolación
- Santuario de Nuestra Señora de Copacabana de Lima
- Iglesia de San Alfonso som rymmer distriktets skyddshelgon ”Vår fru av Ständig barmhärtighet.
- Capilla de Nuestra Señora del Rosario del Puente
- San Lorenzo
- San Juan Bautista de Amancaes
- Parroquia San Francisco Solano
- Parroquia San Francisco de Paula
- Capilla Virgen del Carmen
- Templo dedicado a San Juan Bosco
- Parroquia Cristo Redentor

### Sevärdheter
- Plaza de Toros de Acho

Tjurfäktningsarena byggd 1768, där tjurfäktningsfesten Feria Taurina del Señor de los Milagros äger rum varje år, från slutet av oktober till början av december.
- Alameda de los Descalzos

Gränd anlagd på 1700-talet och ihågkommen av kompositören Chabuca Granda i hans kända vals "La flor de la canela". För andra författare utgör "Del puente a la alameda" vägen från Puente de Piedra (nu kallad Puente Trujillo) till Alameda de Acho.
- Quinta de Presa

Elegant lantgårdshus i fransk rokoko, byggdes under 1700-talet för den aristokratiska familjen Carrillo de Albornoz y Bravo de Lagunas, Markis av Montemar och Monteblanco. 
- Paseo de Aguas

- Capilla de Nuestra Señora del Rosario del Puente

## Festdagar
- 30–31 januari: San Juan Bosco.
- 2 februari: Minnesdag för distriktet Rimacs grundande.
- april: Señor Crucificado del Rímac.
- maj (sista söndagen): María Auxiliadora (Maria ”hjälperskan”)